# Alifatiska kolväten

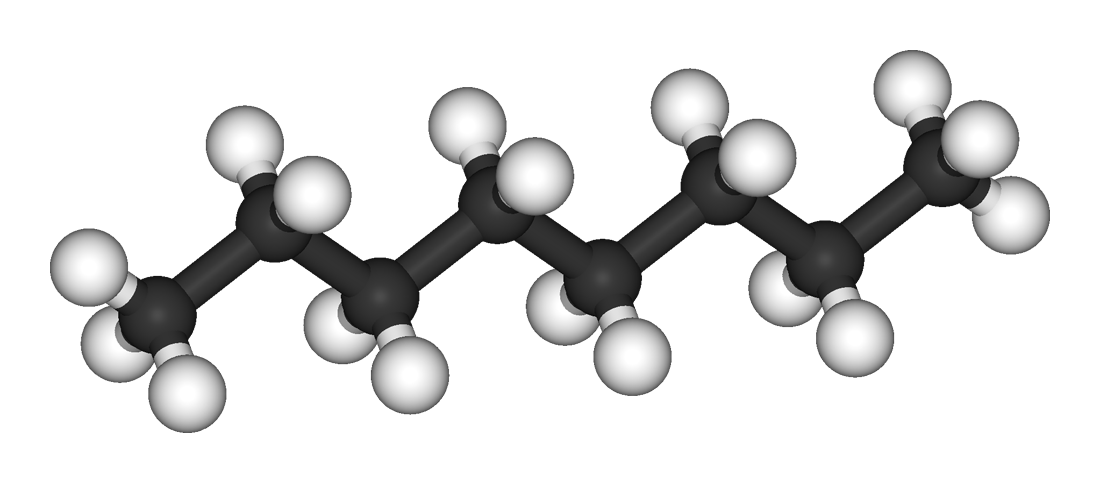
Molekylmodell av oktan, ett alifatiskt ämne.

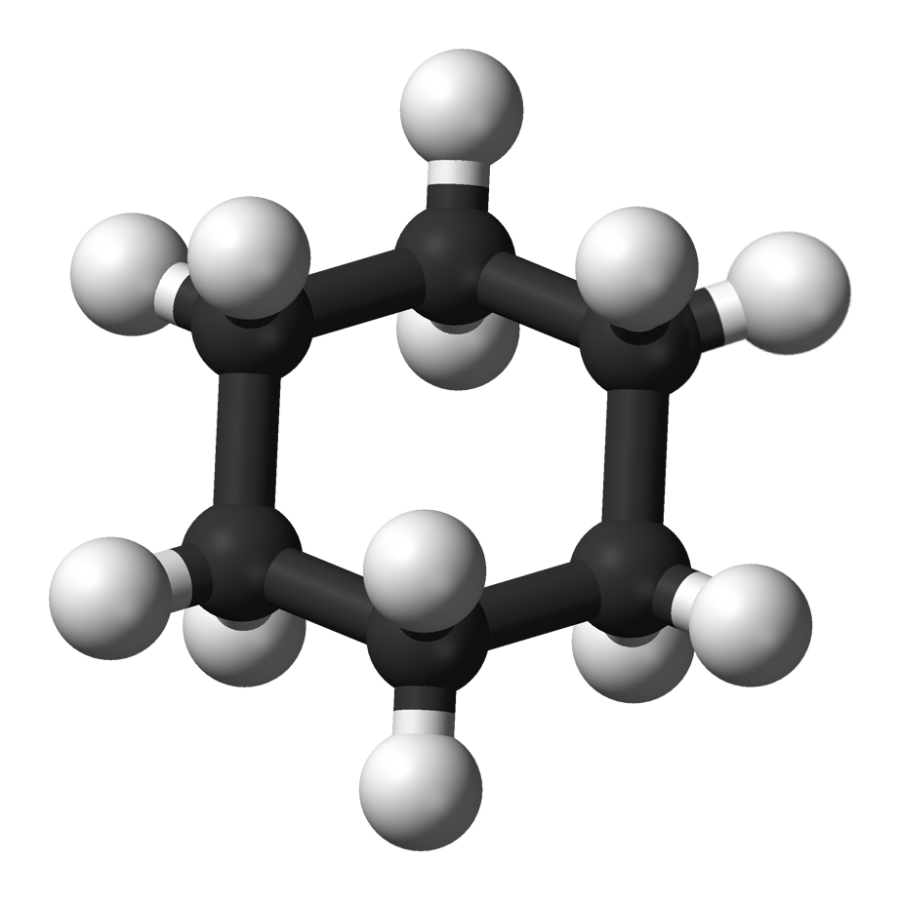
Molekylmodell av cyklohexan.

Alifatiska kolväten är kolväten vars molekyl är öppen och inte sluten i en ring (cykliska kolväten). Oktan är ett exempel på ett alifatiskt kolväte, cyklohexan är däremot ett cykliskt kolväte. Alkaner är mättade alifatiska kolväten, med bara enkelbindningar. Alkener och alkyner är omättade alifatiska kolväten, med dubbel- respektive trippelbindningar. 
Termen alifatisk kan också användas som motsats till aromatisk, vilket är en speciell sorts cykliska kolväten. I de fallen kallas även de cykliska föreningar som inte har aromatiska egenskaper för alifatiska.
Alifatiska föreningar betecknade ursprungligen beståndsdelar i de naturliga fettarterna samt dess närstående ämnen, som fettsyror och ur dem härledda aldehyder, alkoholer och kolväten. De kallades därför också för fettseriens föreningar.
Alifatiska föreningar betecknar numera alla organiska föreningar, som har kolatomerna bundna i öppna kedjor i motsats till de karbocykliska föreningarna där dessa binds i ringar. Kolkedjorna kan antingen vara raka eller grenade.
Samtliga alifatiska föreningar kan härledas från metan, CH4, genom att en eller flera väteatomer byts ut mot andra atomer eller atomgrupper.